# レカレド1世
レカレド1世 （Recaredo、559年頃?/560年頃?/565年 - 601年12月21日）は、西ゴート王（在位：586年 - 601年）。先代国王レオヴィギルドの次男。長兄ヘルメネギルドが父との内戦の末に非業の最期を遂げ、長兄の子にして甥にあたるアタナギルドが東ローマ帝国に拉致された為、王位を継承。